# Love Class
《Love Class》는 2009년 8월 6일 발매된 마이티 마우스의 첫 번째 미니 음반이다.

## 특징
- 2번째 트랙인 〈연애특강 (Feat. 한예슬〉이 타이틀곡이다. 중반부에는 박지선이 피쳐링으로 참여를 하기도 했다.
- 한예슬이 피쳐링을 했지만, 음악 방송에선 애프터스쿨의 유이, 포미닛의 김현아, 카라의 정니콜과 같이 활동하였다.

## 트랙 리스트
| #  | 제목                         | 재생 시간 |
| -- | ---------------------------- | --------- |
| 1. | 〈희망사항〉 (Feat. 아이유)  |           |
| 2. | 〈연애특강 (Feat. 한예슬)〉  |           |
| 3. | 〈행복한 사람〉 (Feat. 엔느) |           |
| 4. | 〈Why〉 (Feat. 케이윌)       |           |
| 5. | 〈Miss U〉 (Feat. 백지영)    |           |
| 6. | 〈희망사항〉 (Inst.)         |           |
| 7. | 〈연애특강〉 (Inst.)         |           |
| 8. | 〈행복한 사람〉 (Inst.)      |           |